# قانون منع قتل الإناث 1870

الهند البريطانية تحت حكم التاج

قانون منع قتل الإناث 1870 وأيضا القانون الثامن لعام 1870. كان قانونًا تشريعيًا تم تمريره في الهند البريطانية لمنع قتل الأطفال الإناث. تنص المادة 7 من هذا القانون أنه ينطبق في البداية فقط على أراضي العود والأقاليم الشمالية الغربية والبنجاب لكن القانون أذن للحاكم العام بتوسيع القانون ليشمل أي مقاطعة أومقاطعة أخرى في الراج البريطاني وفقًا لتقديره.